# الکس پری (بازیکن فوتبال انگلیسی)
الکس پری (انگلیسی: Alex Perry؛ زادهٔ ۴ مارس ۱۹۹۸) بازیکن فوتبال اهل بریتانیا است.
از باشگاه‌هایی که در آن بازی کرده‌است می‌توان به باشگاه فوتبال ویگان اتلتیک و باشگاه فوتبال بولتون واندررز اشاره کرد.